# Thescelosaurus
 Thescelosaurus  ist eine Gattung ornithopoder Dinosaurier aus der Familie der Hypsilophodontidae, die am Ende der Oberkreide (spätes Maastrichtium) im heutigen Nordamerika lebte.
Ein Exemplar dieses Dinosauriers erregte Aufsehen im Jahre 2000 als mit Hilfe der Computertomographie Strukturen festgestellt wurden, welche als fossilisiertes Vierkammerherz und Aorta ähnlich dem heute lebender Archosaurier (Vögel und Krokodile) interpretiert wurden. Das deuteten die Autoren als Hinweis auf eine erhöhte Stoffwechselrate. Die Befunde wurden von anderen wissenschaftlichen Bearbeitern infrage gestellt und als lediglich fossilähnliche Eisenkonkretion gedeutet, eine Interpretation, die von den ursprünglichen Autoren zurückgewiesen wurde.

## Beschreibung
Thescelosaurus erreichte etwa eine Länge von 2,5 Metern bis 4 Metern bei einem Gesamtgewicht von ca. 200 bis 300 Kilogramm. Die Varianz der Körpergröße wird als geschlechtsbedingter Unterschied (Sexualdimorphismus) gedeutet.

## Galerie

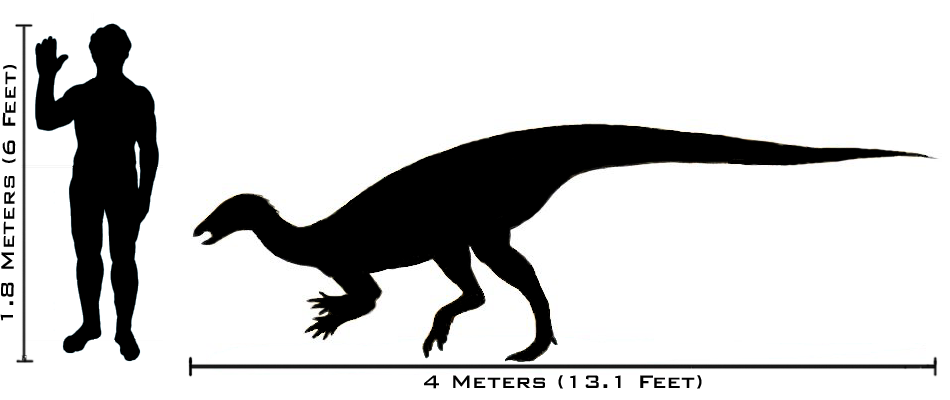
Größenvergleich von Thescelosaurus und Mensch
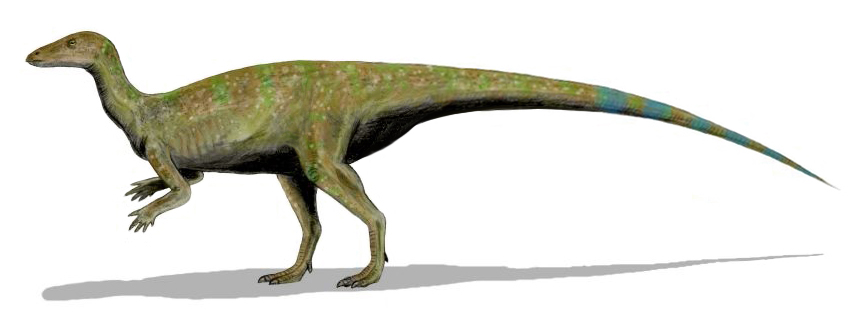
Lebendrekonstruktion von Thescelosaurus neglectus
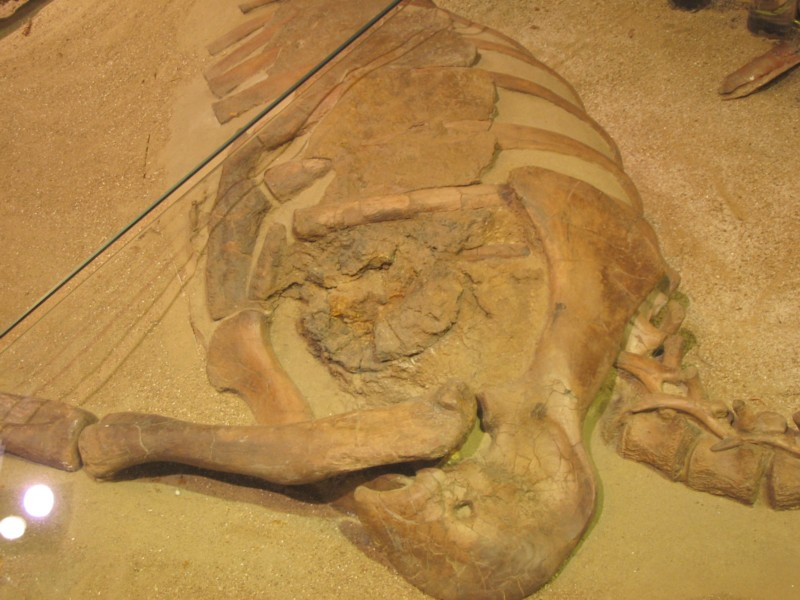
Versteinertes Herz des Thescelosaurus